# Da 75/27 modello06

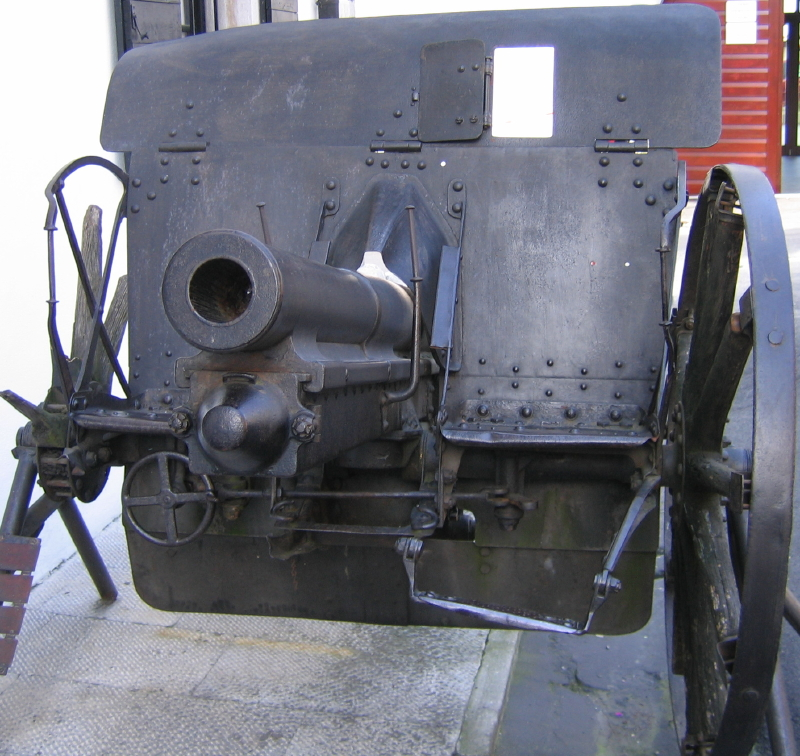
cannone da 75/27 modello 06

cannone da 75/27 modello 06は第一次世界大戦及び第二次世界大戦でイタリア軍が使用した大砲である。
名称は1906年式27口径75mmカノン砲を表す。
この砲はドイツのクルップ社が開発し、イタリアでライセンス生産された。イタリアで初めての駐退復座機を持つ野砲である。派生型に、重量を900kgに軽量化したCannone da 75/27 modello 12が存在する。
戦間期には一部の砲をゴム輪帯付きの車輪を履かせて車両による牽引を可能にした。また徹甲弾や成形炸薬弾が用意されており、対戦車砲としても使われた。一部の砲がドイツ軍に鹵獲され7.5 cm Feldkanone 237(i)と命名されたが使用されたかどうかは不明である。

## スペック
- 口径: 75 mm
- 砲身長: 2.25 m
- 重量: 1,080 kg
- 俯角仰角: -10 から +16　度
- 左右角度: 7 度
- 初速: 502 m/s
- 射程: 8,350 m

## 登場作品
『R.U.S.E.』
イタリアの榴弾砲として登場。

## 参考資料
- 嶋田魁，稲田美秋『第２次大戦イタリア陸軍装備ファイル』、ガリレオ出版、2008年、ISBN 978-4-903764-01-6